# Grotenberg
De Grotenberg is een landschappelijke hoogte in de Peel aan de oude route tussen Deurne en Venray in de Nederlandse provincie Limburg. 

## Schuilkerk
Op de Grotenberg, gelegen op Venrays grondgebied, stond vanaf 1649 een schuurkerk waar de katholieke inwoners van Deurne onder leiding van pastoor Gerard Jacobs hun geloof konden belijden. De kerk werd verlaten toen er omstreeks 1700 ruimte ontstond voor de bouw van een schuilkerk aan de Lage Kerk nabij de toenmalige dorpskom van Deurne. Op de Grotenberg staat sinds de 19e eeuw een gedachteniskapel die herinnert aan de vervolging  van de katholieken in Noord-Brabant.

## Eik
Nabij de Grotenberg werd in 1976 door vrienden en nabestaanden van de schrijver Herman Maas een eik geplant. De boom, met gedenksteen, staat juist op Venrays grondgebied als stil protest tegen de gemeente Deurne die de schrijver vanwege zijn politieke achtergrond geen straatnaam gunde.

## Afbeeldingen

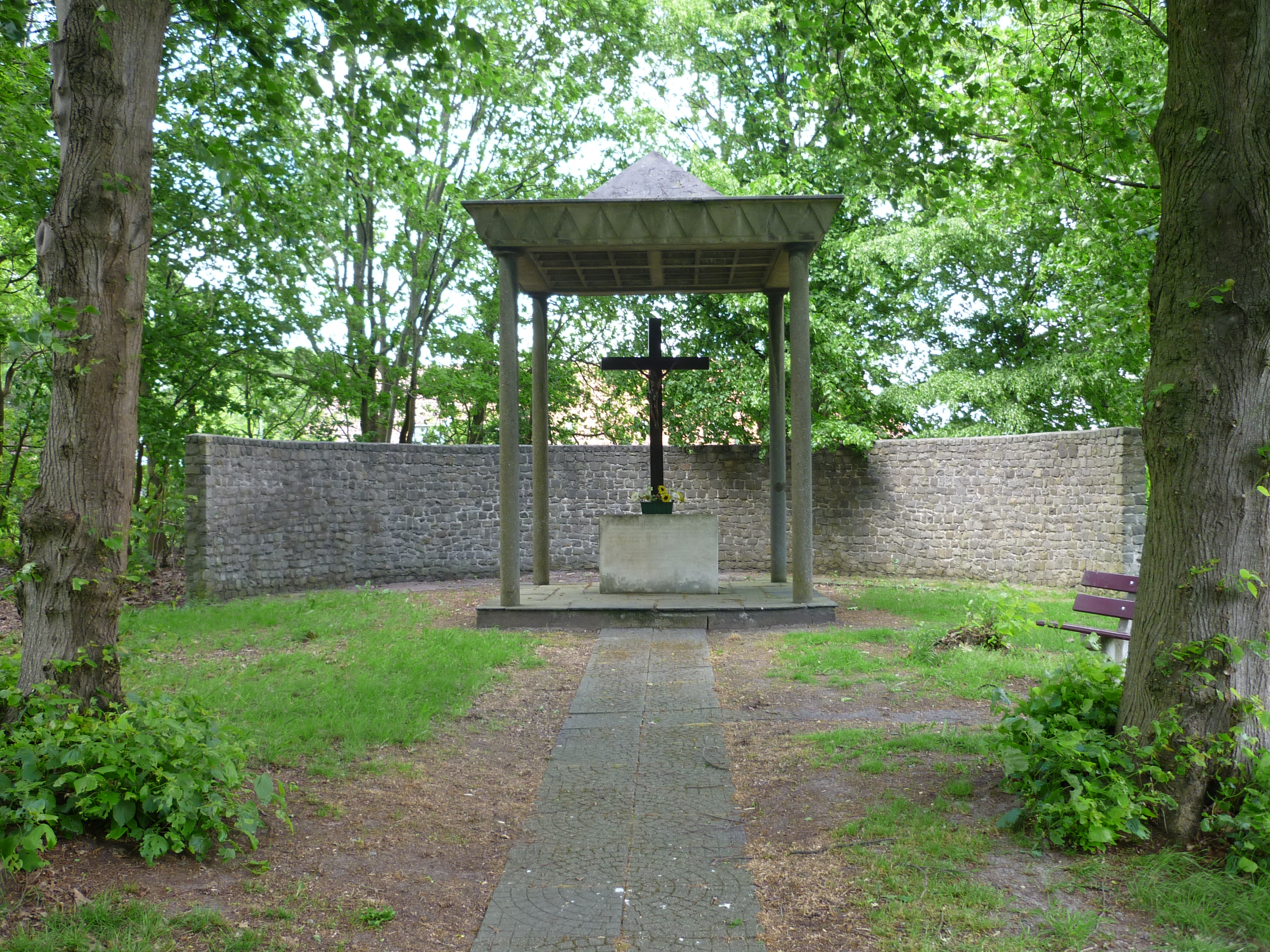
Gedachteniskapel
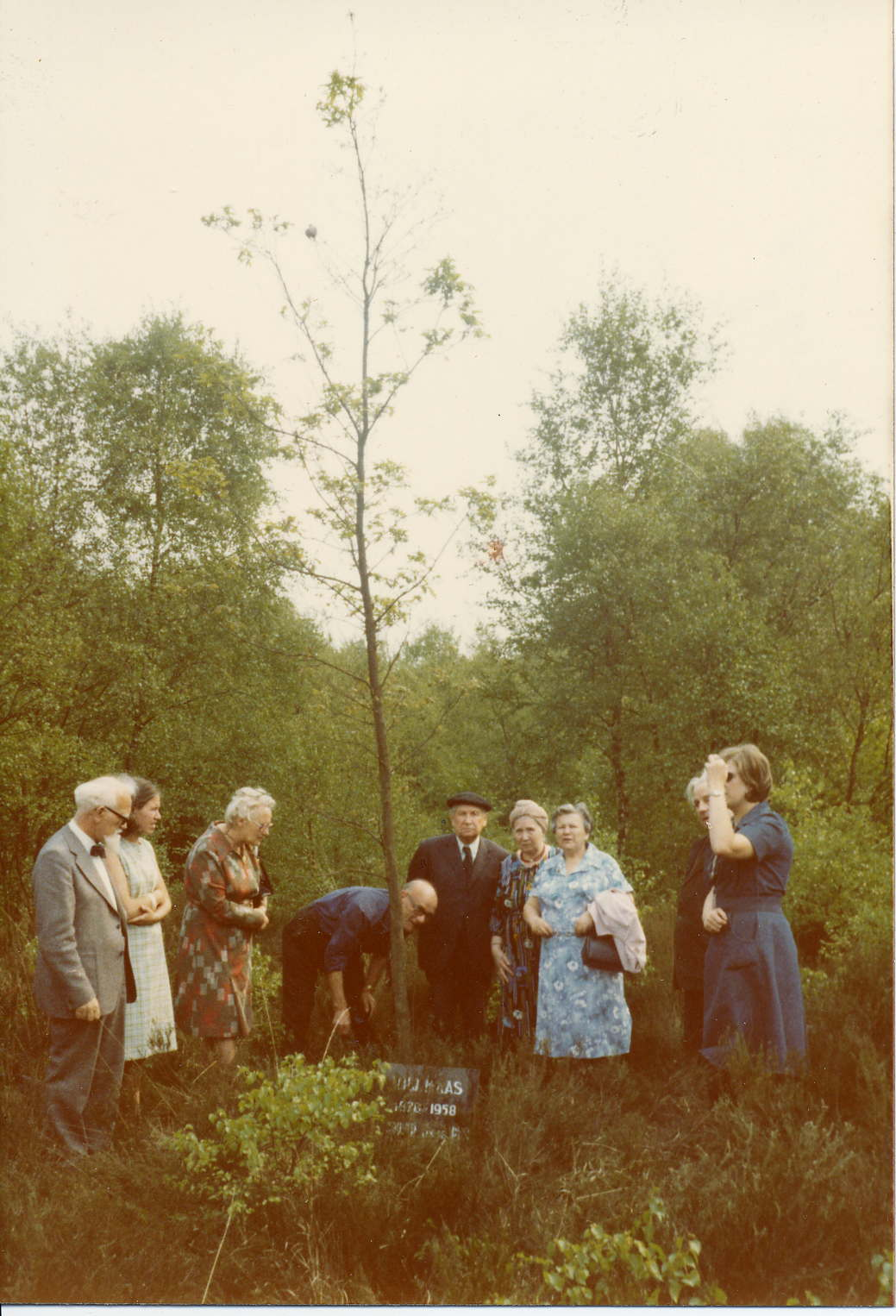
Planten Herman Maasboom
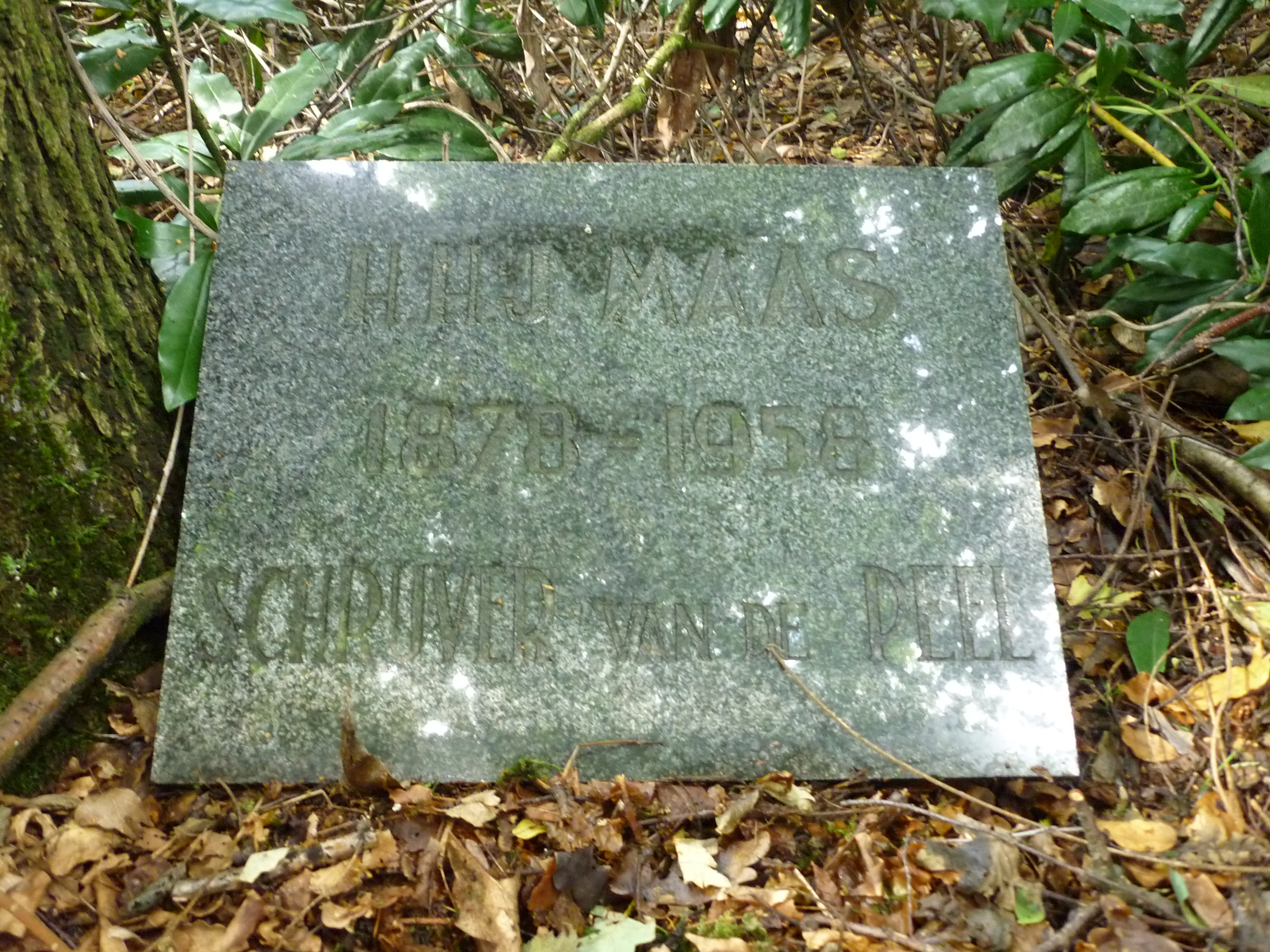
Gedenksteen H.H.J. Maas